# Torneo de Gstaad 2014
El Crédit Agricole Suisse Open Gstaad 2014 es un torneo de tenis. Pertenece al ATP Tour 2014 en la categoría ATP World Tour 250. El torneo se jugó en la ciudad de Gstaad, Suiza, desde el 20 de julio hasta el 27 de julio de 2014 sobre tierra batida.

## Cabezas de serie

### Masculino
| Tenista                | Ranking | Preclasificada |
| Mijaíl Yuzhny          | 19      | 1              |
| Marcel Granollers      | 28      | 2              |
| Guillermo García-López | 31      | 3              |
| Fernando Verdasco      | 33      | 4              |
| Federico Delbonis      | 36      | 5              |
| Gilles Simon           | 38      | 6              |
| Robin Haase            | 51      | 7              |
| Dominic Thiem          | 55      | 8              |

- Los cabezas de serie, están basados en el ranking ATP del 14 de julio de 2014.

### Dobles
| Tenista                         | Ranking | Preclasificada |
| Jamie Murray John Peers         | 55      | 1              |
| Marin Draganja Florin Mergea    | 79      | 2              |
| Andre Begemann Robin Haase      | 114     | 3              |
| Johan Brunström Nicholas Monroe | 126     | 4              |

- Los cabezas de serie, están basados en el ranking ATP del 14 de julio de 2014.

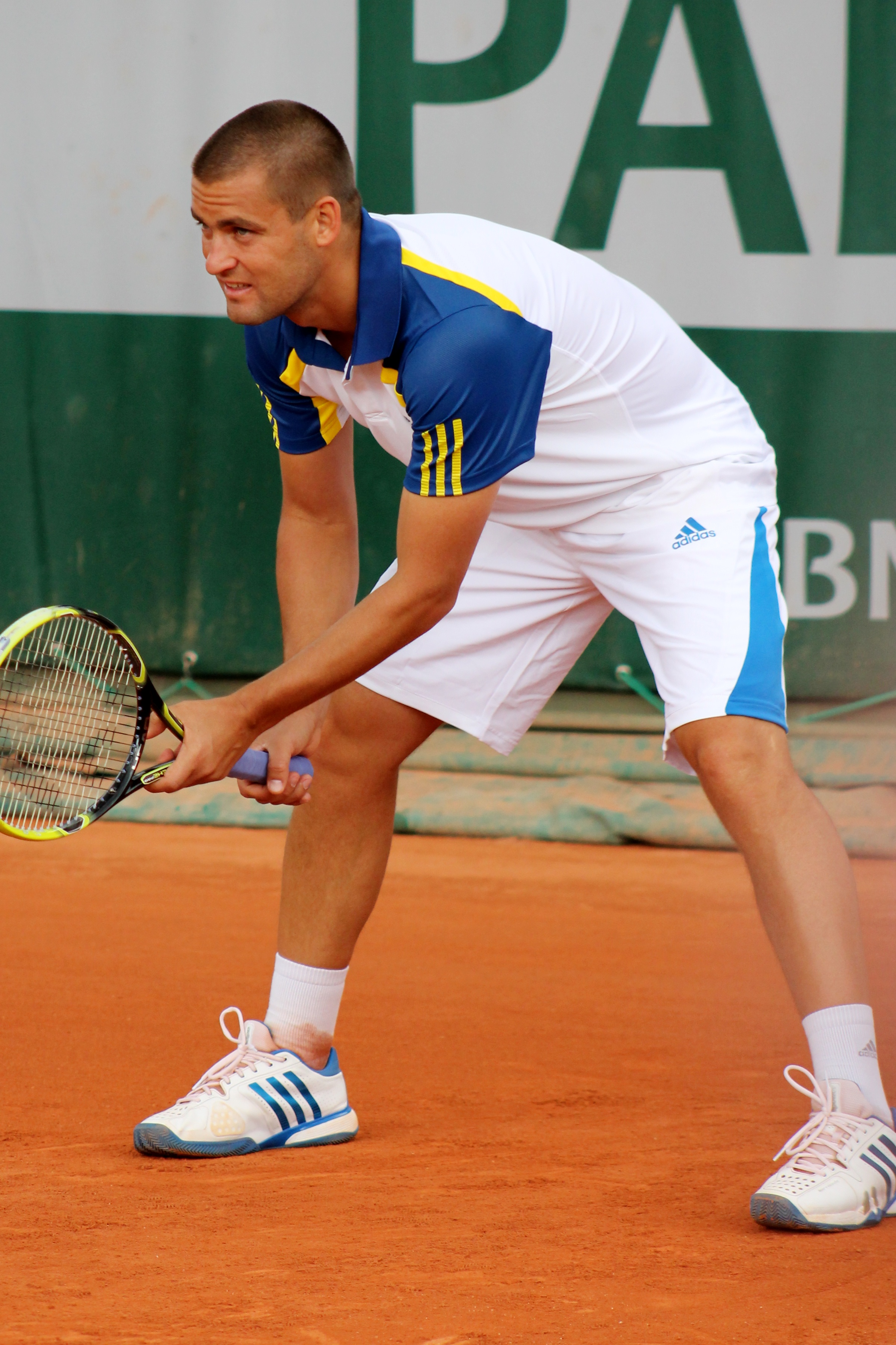
Mikhail Youzhny, Campeón defensor.

## Campeones

### Individual Masculino
Pablo Andujar venció a  Juan Mónaco por 6-3, 7-5

### Dobles Masculino
[[]] /  [[]] vs  [[]] /  [[]]